# Rasswiet (rejon romanowski)
Rasswiet (ros. Рассвет) – osiedle w Rosji, w Kraju Ałtajskim, w rejonie romanowskim. W 2010 liczyło 345 mieszkańców.